# Mistrzostwa Świata w Biegu na Orientację 1987
Mistrzostwa Świata w Biegu na Orientację 1987 – odbyły się w dniach 3–5 sierpnia 1987 roku w Gérardmer (Francja). Zawody odbyły się w dwóch konkurencjach: bieg indywidualny i sztafety.

## Wyniki
| Bieg indywidualny                                                      | Bieg indywidualny | Bieg indywidualny | Bieg indywidualny |
| ---------------------------------------------------------------------- | ----------------- | ----------------- | ----------------- |
| Parametry trasy: 14,63 km, 21 punktów kontrolnych, 690 m przewyższenia |                   |                   |                   |
| Miejsce                                                                | Kraj              | Imię i nazwisko   | Czas              |
| 1                                                                      | Szwecja           | Kent Olsson       | 1:37:19           |
| 2                                                                      | Norwegia          | Tore Sagvolden    | 1:38:18           |
| 3                                                                      | Szwajcaria        | Urs Flühmann      | 1:39:30           |

| Sztafety                                                                 | Sztafety   | Sztafety                                                  | Sztafety |
| ------------------------------------------------------------------------ | ---------- | --------------------------------------------------------- | -------- |
| Parametry tras: 9,6–9,8 km, 12–14 punktów kontrolnych, ? m przewyższenia |            |                                                           |          |
| Miejsce                                                                  | Kraj       | Imię i nazwisko                                           | Czas     |
| 1                                                                        | Norwegia   | Morten Berglia Havard Tveite Tore Sagvolden Øyvin Thon    | 4:11:21  |
| 2                                                                        | Szwajcaria | Markus Stappung Stefan Bolliger Kaspar Öttli Urs Flühmann | 4:16:05  |
| 3                                                                        | Szwecja    | Kent Olsson Hans Melin Jörgen Mårtensson Michael Wehlin   | 4:45:14  |

| Bieg indywidualny                                                    | Bieg indywidualny | Bieg indywidualny | Bieg indywidualny |
| -------------------------------------------------------------------- | ----------------- | ----------------- | ----------------- |
| Parametry trasy: 8,8 km, 15 punktów kontrolnych, 325 m przewyższenia |                   |                   |                   |
| Miejsce                                                              | Kraj              | Imię i nazwisko   | Czas              |
| 1                                                                    | Szwecja           | Arja Hannus       | 1:17:40           |
| 2                                                                    | Szwecja           | Karin Rabe        | 1:17:56           |
| 3                                                                    | Czechosłowacja    | Jana Galikova     | 1:18:39           |

| Sztafety                                                                 | Sztafety       | Sztafety                                                                 | Sztafety |
| ------------------------------------------------------------------------ | -------------- | ------------------------------------------------------------------------ | -------- |
| Parametry tras: 6,7–7,0 km, 12–14 punktów kontrolnych, ? m przewyższenia |                |                                                                          |          |
| Miejsce                                                                  | Kraj           | Imię i nazwisko                                                          | Czas     |
| 1                                                                        | Norwegia       | Ragnhild Bratberg Raghnild Bente Andersen Ellen-Sofie Olsvik Brit Volden | 3:44:04  |
| 2                                                                        | Szwecja        | Arja Hannus Katarina Borg Marita Skogum Karin Rabe                       | 3:45:07  |
| 3                                                                        | Czechosłowacja | Iva Kalibanova Iva Slaninova Ada Kucharova Jana Galikova                 | 3:56:21  |